# 埃琳娜·费尔南德斯
埃琳娜·费尔南德斯（西班牙語：Elena Fernandez，1992年5月24日—），西班牙女子羽毛球運動員。

## 簡歷
2018年1月，埃琳娜·费尔南德斯出戰冰島羽毛球國際賽，與洛雷娜·乌斯莱合作打進女子雙打比賽四強。

## 主要比賽成績
只列出曾進入準決賽的國際賽事成績：
| 年份   | 賽事                     | 公開賽級別 | 項目     | 搭檔          | 成績   |
| ------ | ------------------------ | ---------- | -------- | ------------- | ------ |
| 2018年 | 冰島羽毛球國際賽         | 國際系列賽 | 女子雙打 | 洛雷娜·乌斯莱 | 準決賽 |
| 2018年 | 歐洲羽毛球女子團體錦標賽 | 其他       | 女子團體 | －            | 季軍   |
| 2018年 | 地中海運動會羽毛球比賽   | 其他       | 女子雙打 | 洛雷娜·乌斯莱 | 第四名 |

| 2007-2017年 | 首要超級賽 | 超級賽 | 黃金大獎賽 | 大獎賽 | 國際挑戰賽 | 國際系列賽 | 未來系列賽 | 其他 |

| 2018-2026年 | 總決賽 | 超級1000賽 | 超級750賽 | 超級500賽 | 超級300賽 | 超級100賽 | 國際挑戰賽 | 國際系列賽 | 未來系列賽 | 其他 |